# Hydrocenidae
Die Hydrocenidae sind eine Familie der Schnecken aus der Überordnung der Neritimorpha (Unterklasse Orthogastropoda). Es ist die nominotypische und einzige Familie der Überfamilie Hydrocenoidea. Es sind sehr kleine Formen, die in feuchten Habitaten oft nahe den Küsten, in feuchten Schluchten oder auch in Höhlen leben. Die Familie ist wahrscheinlich schon in der Oberkreide präsent.

## Merkmale
Die Familie ist durch kleine, rundlich-eiförmige Gehäuse charakterisiert, die nur wenige, konvex gewölbte Umgänge besitzen. Eine Spiralskulptur kann vorhanden sein oder auch fehlen. Die Mündung ist ganzrandig, rundlich-eiförmig und am oberen Ende gewinkelt. Der Mundrand ist zwar kräftig ausgebildet aber nicht verdickt, und der Außenrand ist nicht umgeschlagen. Die Spindel ist kurz und leicht konkav. Der Spindelrand ist etwas verdickt und über den Nabel umgeschlagen; eine Nabellücke fehlt daher. Es ist ein kalkiger Verschlussdeckel vorhanden, der auf dem hinteren Teil des Fußes getragen wird. Er ist halbkreisförmig mit kräftigen Anwachslinien und einem Nukleus am linken unteren Rand. An der Innenseite des Deckels ist ein kräftiger, konischer Fortsatz (Apophyse) vorhanden. Die Kiemen sind rückgebildet, die Atmung erfolgt über die Gewebeauskleidung der Mantelhöhle. Die Tiere sind getrenntgeschlechtlich.

## Geographische Verbreitung und Lebensraum
Die Vertreter der Familie sind Landtiere, die in feuchten Biotopen nahe der Küste leben. Einige Arten leben auch weiter von der Küste entfernt und in größerer Höhe im Gebirge. Einige Arten sind typische Höhlenbewohner geworden.

## Taxonomie und Systematik
Das Taxon wurde 1856 von Franz Hermann Troschel aufgestellt. Es beinhaltet derzeit etwa sieben Gattungen:
- Gattung Chondrella Pease, 1871
- Gattung Georissa Blanford, 1864[3]
- Gattung Hydrocena Küster, 1844
- Gattung Omphalorissa Iredale, 1933
- Gattung Monterissa Iredale, 1944
- Gattung Schwardtina Bandel & Riedel, 1994[4]
- Gattung Sinicena Egorov, 2003[5] (nom. nov. pro Lapidaria Kang, 1986[6])

Die noch bei Wenz aufgeführte Gattung Georissops wird heute z. T. als Untergattung von Georissa, z. T. als Synonym von Georissa aufgefasst.

## Phylogenie
Nach der phylogenetischen Analyse der Architaenioglossa durch Kano et al. (2002) bilden Hydrocenidae, Helicinidae, Neritiliidae, Phenacolepadidae und Neritidae eine Klade, die die Schwestergruppe der Neritopsidae ist. Innerhalb der Klade Helicinidae, Neritiliidae, Phenacolepadidae und Neritidae steht die Familie Hydrocenidae basal den anderen Gruppen gegenüber. Von diesen vier Gruppen sind Phenacolepadidae und Neritidae auf der einen Seite und Helicinidae und Neritiliidae auf der anderen Seite wiederum Schwestergruppen. Die Autoren transferierten auch Schwardtina cretacea (Tausch, 1856) aus dem Oberen Santonium/?Unteren Campanium (Oberkreide) von Ungarn in die Familie Hydrocenidae. Die Gattung war von Bandel & Riedel (1994) ursprünglich mit Fragezeichen in die Familie Neritidae gestellt worden. Der Protoconch von Schwardtina cretacea ist jedoch sehr ähnlich dem Protoconch der Gattung Hydrocena. Der Protoconch von Hydrocena ist typisch für eine nicht-planktotrophe Entwicklung, d. h. der Embryo ernährte sich von Nähreiern oder Albuminreserven in der Eikapsel. Deshalb folgt auf das Embryonalgehäuse sofort der Teleoconch und eben kein Larvalgehäuse. Nach der revidierten Interpretation von Schwardtina beginnt der Fossilbericht der Familie Hydrocenidae bereits in der Oberkreide. Die namengebende Gattung Hydrocena kennt man gesichert ab dem Tortonium (Miozän, Neogen).

## Belege